# Michaël Borremans
Michaël Borremans (Geraardsbergen, 1963) è un pittore belga.

## Biografia
Michael Borremans è un pittore belga nato ad Geraardsbergen il 23 aprile 1963. Ha studiato arti visive alla Hogeschool voor Kunst en Wetenschappen Sint-Lukas a Bruxelles, dove ha ottenuto la laurea nel 1985. In seguito ha lavorato come disegnatore e insegnante d'arte in una scuola media a Gand.
Borremans è conosciuto per le sue opere pittoriche che spesso rappresentano figure umane in situazioni bizzarre e surreali. Le sue opere includono dipinti ad olio su tela, disegni su carta e acquerelli. Usa vecchie fotografie di persone e paesaggi come fonte di ispirazione per i suoi soggetti.
Inizialmente, Borremans utilizzava la fotografia come mezzo artistico, ma negli anni '90 si dedicò al disegno e alla pittura.
Oltre alla pittura, Borremans ha anche realizzato diversi cortometraggi e animazioni. Ha seguito l'accademia di Sint-Lukas a Bruxelles, dove ha sviluppato il suo stile artistico unico e distintivo che ha continuato a evolversi nel corso degli anni.

## Opere
- The Cabinet of Souls (2000)
- The Pupils (2001)
- The Swimming Pool (2001)
- The German (2002)
- The Pin (2004)
- The Hare (2005)
- The House of Opportunity - Voodoo! (2005)
- The Skirt (2005)
- The Same Fool (2007)
- The Angel (2013)

## Musei
Le opere di Borremans sono state esposte in molte mostre internazionali, tra cui alla Biennale di Venezia nel 2003, alla Documenta di Kassel nel 2012, e alla Manifesta 5 a San Sebastian. Borremans è rappresentato da diverse gallerie d'arte in tutto il mondo e le sue opere sono presenti in molte collezioni pubbliche e private, tra cui al Museum für Gegenwartskunst a Basilea, alla Kunsthalle Bremerhaven, allo SMAK (Stedelijk Museum voor Actuele Kunst) a Gent, al Cleveland Museum of Art, Ohio e al The Royal Hibernian Academy, Gallagher Gallery a Dublino. Nel 2006 ha esposto al Museum of Contemporary Art KIASMA ad Helsinki, alla Biennale di Berlino e alla David Zwirner Gallery di New York. Nel 2014 ha esposto al Centre For Fine Arts, Bruxelles, Belgio.